# Flauto di voce
Il flauto di voce (in francese flûte de voix, in inglese voice flute) è un flauto dolce la cui nota più bassa è il re3, posizionandosi quindi fra la taglia di tenore e quella di contralto.
Anche se a volte viene considerato un tenore piccolo, un tono sopra rispetto al normale tenore in do3, storicamente, come anche il più delle volte oggi, viene descritto come un contralto grande. Sebbene sia stato ipotizzato che il nome di questo flauto provenga dalla sua tessitura, che è all'incirca quella della voce di soprano, l'origine del termine "flauto di voce" è oscura.
Recuperato all'inizio del XX secolo insieme alle altre taglie di flauto dolce, oggi viene utilizzato come lo era nel XVIII secolo, ossia come sostituto del flauto traverso, sebbene abbia anche un certo repertorio specifico, sia barocco che moderno.

## Storia
Il flauto di voce fu una popolare taglia di flauto dolce nel XVIII secolo, specialmente in Inghilterra. Offriva ai dilettanti di flauto dolce la possibilità di suonare musica originariamente scritta per flauto traverso, poiché entrambi gli strumenti hanno la stessa tessitura. La chiave utilizzata per la sua notazione era usualmente la chiave di violino francese, con il sol sulla prima linea. Immaginando questa chiave al posto di quella normale di violino e utilizzando l'usuale diteggiatura del flauto contralto su un flauto di voce, la musica composta per flauto traverso o violino suona nella tonalità prevista. Sebbene l'abbondante numero di flauti di voce giuntici dal XVIII secolo possa far pensare che fosse una taglia diffusa, ci sono poche prove a supporto di questa ipotesi. Le parti per questo strumento erano spesso scritte in notazione trasportata, così l'esecutore poteva immaginare di suonare un normale contralto in fa.

## Repertorio barocco
Importanti opere barocche specificamente scritte per questo strumento comprendono le prime quattro suite (in la maggiore, re maggiore, mi minore e si minore) di una serie di sei con accompagnamento di arciliuto e viola da gamba pubblicate nel 1701 da Charles Dieupart, un quintetto in si minore per il particolare organico di due flauti di voce, due flauti traversi e basso continuo attribuito a uno dei Loeillet in un manoscritto di Rostock, e le due parti di flauto dolce obbligato nella cantata di Johann Sebastian Bach Komm, du süße Todesstunde BWV 161. È inoltre probabile che il flauto di voce sia il tipo di strumento obbligato inteso da Bach per la cantata 152, Tritt auf die Glaubensbahn, in cui il diapason dell'organo di Bach (il cosiddetto "tono da chiesa") era una terza minore sopra il "tono da camera" degli altri strumenti.

## Costruttori del XVIII secolo
Un significativo numero di flauti di voce originali sopravvive in musei e collezioni private. Il più alto numero proveniente dallo stesso artigiano è di 15 (o 16) flauti (in un conteggio selettivo), prodotti dal londinese Pierre Jaillard Bressan, costituente 1/5 dei 76 (o 78) flauti dolci sopravvissuti della sua produzione. Un conteggio più inclusivo, che prende in considerazione anche strumenti non attribuibili a Bressan con sicurezza, porta il numero dei flauti di voce a 17, su un totale di 77 flauti dolci sopravvissuti. Almeno due di questi strumenti sembrano essere "mancini", cioè concepiti per essere suonati con la mano destra sopra la sinistra. Esistono inoltre altri flauti di voce costruiti da Thomas Stanesby, Joseph Bradbury, Thomas Cahusac e un esemplare molto tardo realizzato (forse) da Valentine Metzler, e un altro del costruttore di Dublino John Neale.
Esistono esemplari anche sul continente, provenienti dalla famiglia di Norimberga dei Denner (uno di Jacob e un altro di Johann Christoph Denner) e di Oberlender, e tre strumenti dei costruttori padre e figlio di Amsterdam Willem Beukers, Sr. e Jr.. Gli strumenti francesi sono più rari, ma ci è giunto un flauto di voce proveniente dal laboratorio parigino di Pierre Naust e uno strumento conservato nella Collezione Bate di Oxford, un tempo appartenente a Edgar Hunt, firmato Hail e che può essere di origine francese. Anche gli strumenti italiani sono scarsi, ma tre flauti di voce provenienti da Venezia portano la firma Castel, tutti con l'iniziale "N".

## Uso moderno
La ripresa di interesse per il flauto dolce nel XX secolo fu stimolata da Arnold Dolmetsch, che iniziò a produrre copie di flauti originali nel 1919. Poco dopo la fondazione del Festival di Haslemere nel 1925 diede al figlio Carl (all'epoca quindicenne) l'incarico di sviluppare il flauto dolce. Oltre alle taglie di soprano, contralto, tenore e basso (solitamente accordate a 415 Hz), produsse per le esigenze del Festival dei flauti contralti in mi♭ per la cantata di Bach Gottes Zeit ist die allerbeste Zeit, flauti in sesta per i concerti di Woodcock e altri compositori inglesi del XVIII secolo e flauti di voce. Questi ultimi erano utilizzati per suonare parti per flauto traverso perché, prima del 1930, nessuno del circolo di Haslemere padroneggiava l'imboccatura del traversiere.
In Germania nel periodo fra le due guerre mondiali i flauti soprano e contralto vennero costruiti in diverse taglie, in parte a causa della difficoltà di dover suonare le note alterate con le diteggiature dette "a forchetta" sugli strumenti progettati per la diteggiatura detta "tedesca", ma anche per sfruttare differenze di timbro e di risposta. Oltre al soprano in do4, furono costruiti strumenti in re4, si3, si♭3 e la3; oltre al normale contralto in fa3 furono costruiti strumenti in sol3, mi3, mi♭3 e re3, e quest'ultimo corrisponde al flauto di voce del XVIII secolo. Una conferenza per discutere queste diverse taglie, tenuta nel 1931, concluse che gli strumenti più grandi in la e in re erano da preferire, sebbene questa posizione sia stata in seguito contraddetta dall'autorità della Gioventù hitleriana, che permetteva l'uso di strumenti in la e in re "solo per i fini della musica da camera; per la musica popolare, affinché sia assicurata l'uniformità all'interno del Reich, sono ammesse solo le taglie in do e in fa".
Per il contralto in re fu specificamente scritta della musica, come le Variazioni su un tema originale di Johann Nepomuk David per flauto dolce e liuto, op. 32 n. 2 (1943), che è anche un famoso esempio di uso del frullato prima del 1960. Un pezzo molto più famoso è il Trio da Plöner Musiktag (1932) di Paul Hindemith, che originariamente era per un soprano in la e due contralti in re, ma quando fu pubblicato venne trasportato (col benestare del compositore) dall'editore, Walter Bergmann, per soprano in do e due contralti in fa.
Il primo notevole pezzo d'avanguardia per tenore, Fragmente (1968) di Makoto Shinohara, viene suonato da molti esecutori di preferenza con il flauto di voce.
Più di recente, la compositrice australiana Zana Clarke ha scritto due pezzi per questo strumento: Cold Honey (1997) per flauto di voce o tenore, e Gentle Walker (1998) per flauto di voce e tenore, composti per (e dedicati a) Ben Ayre.

### Altre letture
- Benedikt Erich, "Ungewohnte Stimmlagen der Blockflöte und ihre Bedeutung", Musikerziehung: Zeitschrift der Musikerzieher Österreichs 25, n. 4–5 (marzo-maggio 1972), pp. 156–159, 210–12.
- Halfpenny, Eric, "Current Register of Historic Instruments", The Galpin Society Journal, 20, (marzo 1967), p. 99.
- Higbee Dale, "On Playing Recorders in D: Being a Short History of the Odd-Sized Recorders and Concerning the Revival of the Voice Flute & Sixth Flute", in The American Recorder 26, n. 1 (febbraio 1985b), pp, 16–21.
- Higbee Dale, "Recorders in Bach Cantata 161, Komm, du süsse Todesstunde", Journal of the American Musical Instrument Society, 17 (1991), pp. 83–84.
- Higbee Dale, "On Playing the Baroque Treble Recorder in G Today", in The Galpin Society Journal, 52 (aprile 1999), pp. 387–88.
- Lander Nicholas S, "Recorders by Castel Archiviato il 5 marzo 2020 in Internet Archive.". Recorder Home Page: Historic makers, instruments & collections, 1996–2014d (accesso 4 dicembre 2014).
- Lander Nicholas S, "Recorders by Rottenburgh Archiviato il 6 marzo 2021 in Internet Archive.". Recorder Home Page: Historic makers, instruments & collections, 1996–2014h (accesso 4 dicembre 2014).
- MacMillan Douglas, "The Voice Flute: An Historical Survey", The Consort, 47 (1991), pp. 5–7.
- MacMillan Douglas, "An Organological Overview of the Recorder 1800–1905", The Galpin Society Journal, 60, (aprile 2007), pp. 191–202.
- Rowland-Jones Anthony, "The Recorder's Medieval and Renaissance Repertoire: A Commentary", in The Cambridge Companion to the Recorder, a cura di John Mansfield Thomson e Antony Rowland-Jones, pp. 26–50. Cambridge Companions to Music, Cambridge University Press, 1995a, ISBN 978-0-521-35816-3.
- Rowland-Jones Anthony, "The Baroque Chamber-Music Repertoire", in The Cambridge Companion to the Recorder, a cura di John Mansfield Thomson e Antony Rowland-Jones, pp. 74–90. Cambridge Companions to Music, Cambridge University Press, 1995c, ISBN 978-0-521-35816-3.